# Orthomerus
Orthomerus è il nome dato a un dinosauro erbivoro, probabilmente appartenente agli adrosauri (o dinosauri a becco d'anatra). I suoi resti frammentari sono stati ritrovati in Europa (Paesi Bassi, Ucraina) in strati del Cretaceo superiore (Maastrichtiano, circa 70 milioni di anni fa). È considerato un nomen dubium.

## Classificazione
Il nome Orthomerus dolloi è stato attribuito nel 1883 da Harry Govier Seeley a un femore rinvenuto nei Paesi Bassi; l'osso, dalla forma insolitamente slanciata e diritta, è all'origine del nome dell'animale (Orthomerus significa "femore dritto"). Successivamente, nel 1945, Anatoly Riabinin descrisse altri resti frammentari di zampa posteriore provenienti dall'Ucraina come Orthomerus weberi, ritenendo che provenissero da un animale simile a quello descritto da Seeley. In realtà non vi è alcun effettivo riscontro che questi due animali fossero strettamente imparentati, né che fossero effettivamente rappresentanti degli adrosauri; a volte Orthomerus, senza una ragione valida, è stato posto in sinonimia con il più noto Telmatosaurus.